# Доњи Варош
Доњи Варош је насељено мјесто у Западној Славонији. Припада општини Стара Градишка, у Бродско-посавској жупанији, Република Хрватска.

## Географија
Налази се око 1 км источно од Старе Градишке.

## Историја
Доњи Варош се од распада Југославије до маја 1995. године налазио у Републици Српској Крајини. До територијалне реорганизације насеље се налазило у саставу бивше општине Нова Градишка.

## Становништво
Према попису становништва из 2011. године, насеље Доњи Варош је имало 284 становника.
| Демографија | Демографија | Демографија |
| Година      | Становника  | Становника  |
| ----------- | ----------- | ----------- |
| 1961.       | 535         |             |
| 1971.       | 502         |             |
| 1981.       | 487         |             |
| 1991.       | 484         |             |
| 2001.       | 298         |             |
| 2011.       |             | 284         |

## Попис1991.
На попису становништва 1991. године, насељено место Доњи Варош је имало 484 становника, следећег националног састава:
| Попис 1991.‍  | Попис 1991.‍  | Попис 1991.‍ | Попис 1991.‍ | Попис 1991.‍ |
| ------------ | ------------ | ----------- | ----------- | ----------- |
|              |              |             |             |             |
| Хрвати       | Хрвати       |             | 329         | 67,97%      |
| Југословени  | Југословени  |             | 70          | 14,46%      |
| Срби         | Срби         |             | 33          | 6,81%       |
| Муслимани    | Муслимани    |             | 6           | 1,23%       |
| Италијани    | Италијани    |             | 4           | 0,82%       |
| Словенци     | Словенци     |             | 2           | 0,41%       |
| Чеси         | Чеси         |             | 1           | 0,20%       |
| неопредељени | неопредељени |             | 12          | 2,47%       |
| непознато    | непознато    |             | 27          | 5,57%       |
| укупно: 484  |              |             |             |             |